# 鍾為楨
鍾為楨（?—?），福建省福州府侯官縣人，清朝政治人物、同進士出身。

## 生平
光緒十八年（1892年），参加光緒壬辰科殿試，登進士三甲21名。同年五月，以主事分部学习。

## 家族
祖父鍾大焜。